# Dschabrail Junussowitsch Kostojew
Dschabrail Kostojew (* unbekannt; † 17. Mai 2006 bei Nasran) war stellvertretender Innenminister von Inguschetien, einer Teilrepublik der Russischen Föderation, und Polizeichef von Nasran.
Kostojew war auf dem Weg zur Arbeit, als plötzlich ein Auto seinen Weg versperrte, welches sogleich explodierte und Kostojews Wagen ca. 20 Meter weit wegschleuderte. Bei dem mutmaßlichen Anschlag wurden auch zwei Leibwächter und vier Bauarbeiter getötet. 
Kostojew, der auch Polizeichef von Nasran war, war bereits mehrfach Ziel von Anschlägen. Zuletzt wurde er verletzt, als im August eine Mine ferngezündet wurde, als sein Auto vorbeifuhr. Auch sein Büro sowie sein Wohnhaus wurden im vergangenen Jahr mehrfach angegriffen.
Das an Tschetschenien angrenzenden Inguschetien ist wie andere russische Nordkaukasusrepubliken auch immer wieder Ziel von Anschlägen und Angriffen militanter Gruppen geworden. 